# Lozovik (Velika Plana)
Pour les articles homonymes, voir Lozovik.
Lozovik (en serbe cyrillique : Лозовик) est une localité de Serbie située dans la municipalité de Velika Plana, district de Podunavlje. Au recensement de 2011, elle comptait 4 764 habitants.
Lozovik est officiellement classé parmi les villages de Serbie.

## Démographie

### Évolution historique de la population
| 1948  | 1953  | 1961  | 1971  | 1981  | 1991  | 2002  | 2011  |
| ----- | ----- | ----- | ----- | ----- | ----- | ----- | ----- |
| 6 638 | 7 059 | 7 065 | 6 715 | 6 650 | 6 295 | 5 607 | 4 764 |

|  |